# Frugo

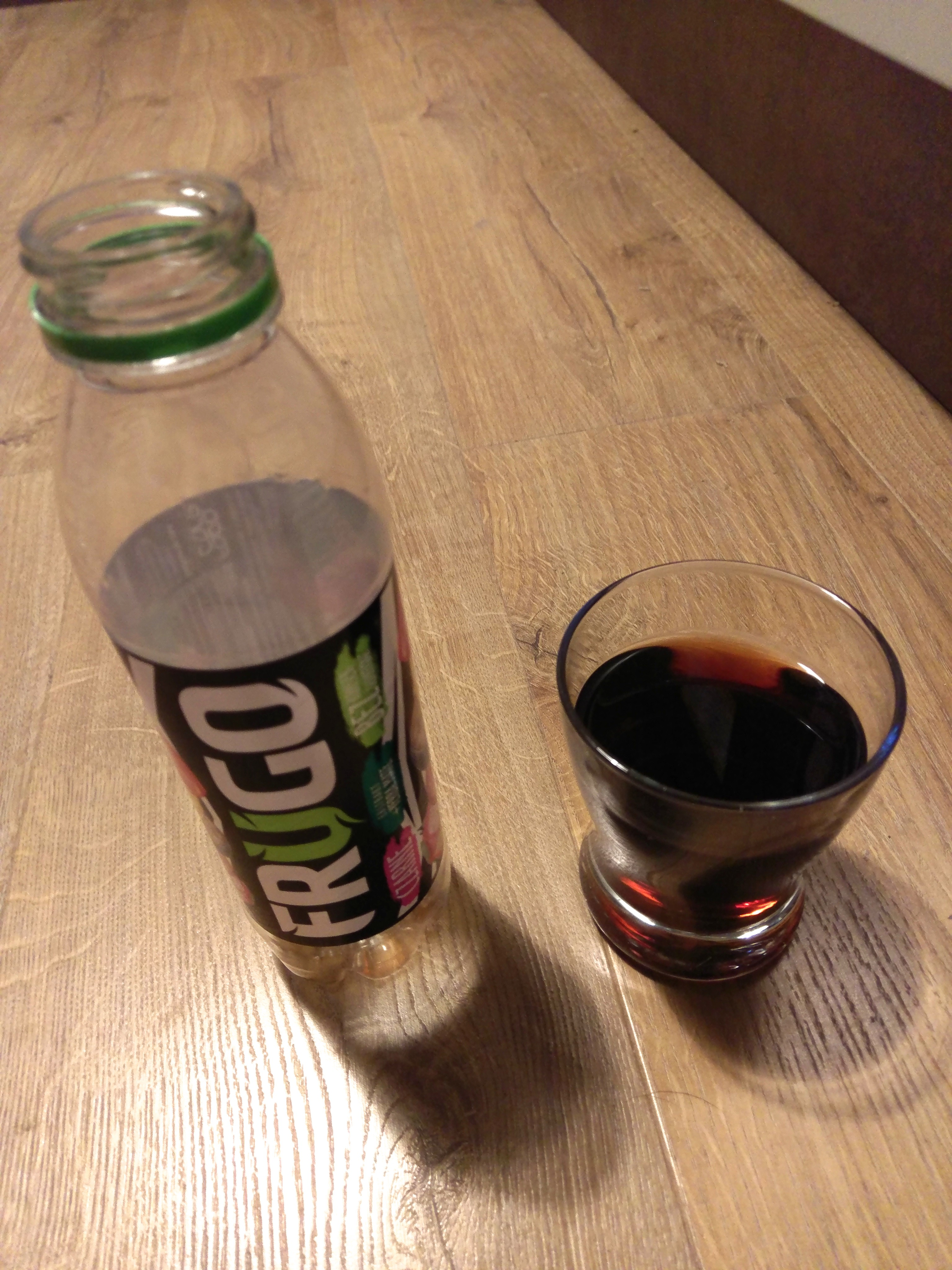
Frugo Czarne

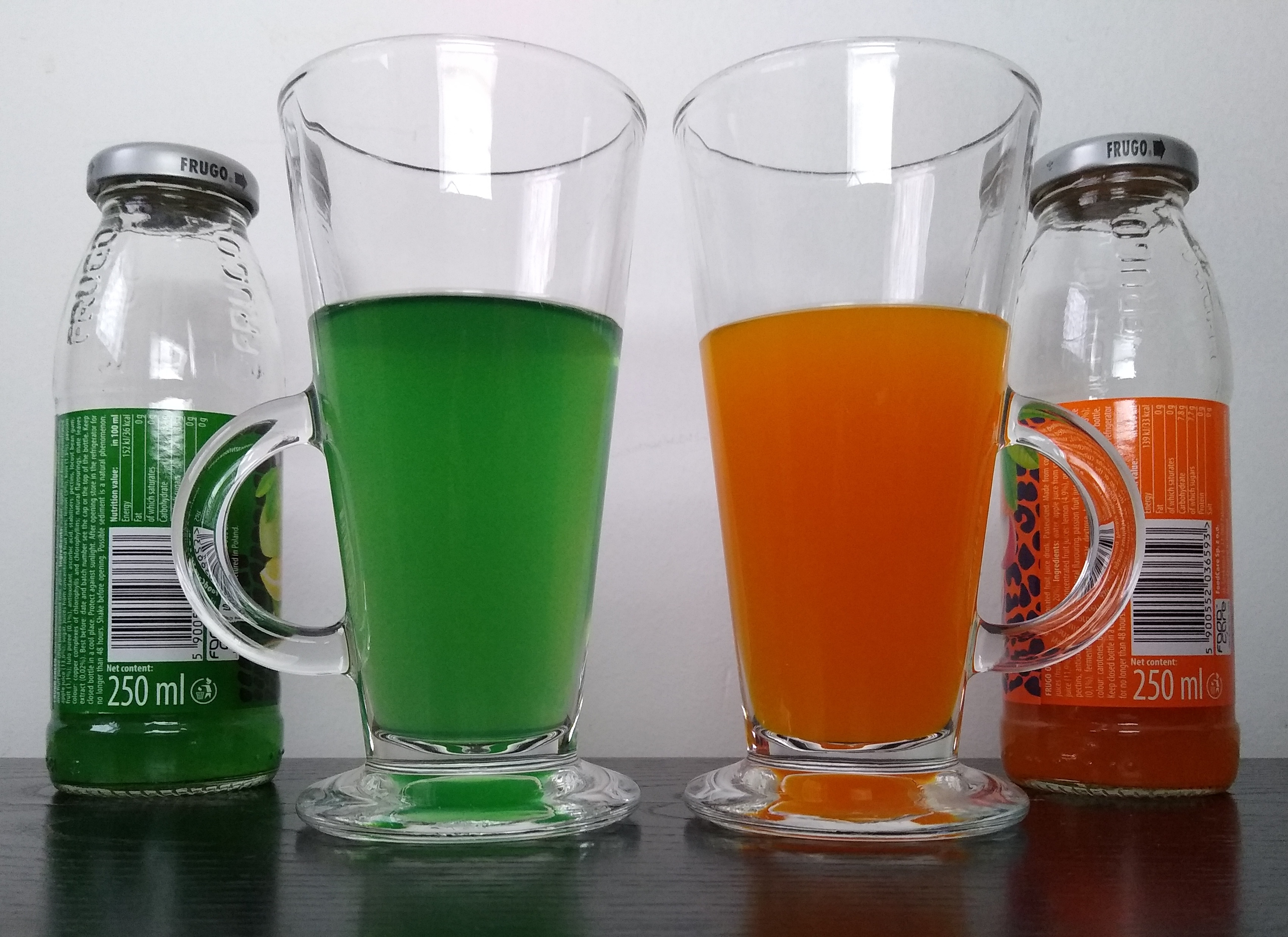

Frugo – marka napojów owocowych, stworzona przez firmę Alima Gerber, obecnie należąca do FoodCare.

## Historia
Frugo pojawiło się w Polsce wiosną 1996 roku, ale ponad 6 lat później (w połowie lipca 2002) jego producent (Alima Gerber) wystawił markę na sprzedaż. Firma tłumaczyła tę decyzję spadkiem sprzedaży swoich produktów. Nabywcą została Krynica Zdrój, która dwa lata później zbankrutowała, a produkcji napoju zaprzestano. Pod koniec 2009 roku markę Frugo od syndyka odkupiła firma Aflofarm, która początkowo chciała znów wprowadzić Frugo, ale tylko na półki w sieci kawiarni Coffeeheaven i w delikatesach Alma. Ostatecznie uznała jednak, że potencjał Frugo wykracza poza jej zakres działalności.
W marcu 2011 roku odsprzedała ją. Nabywcą została firma FoodCare. Napój był dostępny od lipca 2011 r. w czterech kolorach, później producent wprowadzał kolejne. Pojawiły się też kisiele Gellwe "Słodki Kubek" o smaku Frugo. W listopadzie 2011 r. wprowadzono na rynek również 750 ml butelkę Frugo oraz 300 ml edycję dla sieci Biedronka, w maju 2012 r. edycję "Orzeź" w butelkach o pojemności 500 ml. W sklepach są też lody sygnowane marką Frugo. W ramach rozwoju marki planowane jest wprowadzenie kolejnych smaków. Pod koniec sierpnia 2012 do sklepów trafiły 4 smaki żelków Frugo koloru zielonego, czarnego, czerwonego i pomarańczowego. We wrześniu 2013 pojawiło się Frugo seledynowe, natomiast w październiku tego samego roku ukazało się również Frugo złote.